# Vicariato Apostólico de Aysén
O Vicariato Apostólico de Aysén (Vicariatus Apostolicus Aysenensis) é um Vicariato Apostólico localizado na cidade de Coihaique. Foi fundado em 17 de fevereiro de 1940 pelo Papa Pio XII. Originalmente foi estabelecido como sendo uma prefeitura apostólica, sendo elevada à condição de vicariato apostólico em 8 de maio de 1955. Com uma população católica de 70.900 habitantes, sendo 66,8% da população total, possui 6 paróquias com dados de 2017.

## História
O Vicariato Apostólico de Aysén foi criado em 17 de fevereiro de 1940 pelo Papa Pio XII. Originalmente foi denominada como sendo Prefeitura Apostólica de Aysén, sendo elevada à condição de vicariato apostólico em 8 de maio de 1955.

## Lista de vigários apostólicos
A seguir uma lista de vigários apostólicos desde a criação da Prefeitura Apostólica em 1940. Em 1955 foi elevada à condição de vicariato apostólico. 
|                      | Nome                                   | Período              | Notas                             |
| Vigários apostólicos | Vigários apostólicos                   | Vigários apostólicos | Vigários apostólicos              |
| -------------------- | -------------------------------------- | -------------------- | --------------------------------- |
| 5º                   | Luigi Infanti della Mora               | 1999-atual           |                                   |
| 4º                   | Aldo Maria Lazzarín Stella             | 1989-1999            | Renunciou                         |
| 3º                   | Savino Bernardo Maria Cazzaro Bertollo | 1963-1988            | Nomeado arcebispo de Puerto Montt |
| 2º                   | Cesar Gerardo Vielmo Guerra            | 1959-1963            | Faleceu                           |
| 1º                   | Antonio María Michelato Danese         | 1940-1958            | Renunciou                         |